# Kiekie laselva
Espèce
Kiekie laselva est une espèce d'araignées aranéomorphes de la famille des Ctenidae.

## Distribution
Cette espèce est endémique du Costa Rica. Elle se rencontre dans les provinces d'Heredia et de Limón.

## Description
La femelle holotype mesure 37,12 mm et le mâle paratype 36,84 mm, les mâles mesurent de 36,50 à 37,68 mm et les femelles de 34,53 à 40,32 mm.

## Systématique et taxinomie
Cette espèce a été décrite par Hazzi et Hormiga en 2024.

## Étymologie
Son nom d'espèce lui a été donné en référence au lieu de sa découverte, la station biologique La Selva.

## Publication originale
(mai 2024).
- Hazzi & Hormiga, 2024 : « Systematics, distribution patterns and historical biogeography of the Central America wandering spider genus Kiekie Polotow & Brescovit, 2018 (Araneae: Ctenidae). » PeerJ, vol. 12, no e17242, p. 1-55 (texte intégral).